# Peter Garnsey
Peter David Arthur Garnsey FBA (* 22. Oktober 1938) ist ein britischer Althistoriker.
Den ersten M.A. erwarb er am St. Paul’s College der University of Sydney (1956–1960), den zweiten und den Ph.D. an der Universität Oxford. Er war Fellow am Jesus College (Cambridge) von 1974 bis 2006 und Professor für die Geschichte der klassischen Antike an der University of Cambridge von 1997 bis 2006. Seine Forschungen betreffen die antike Politische Theorie und Geistesgeschichte, Sozial- und Wirtschaftsgeschichte, Ernährung und physische Anthropologie.
Zu seinen Schülern gehört Richard Miles. Er ist Fellow der Britischen Akademie und der Australian Academy of the Humanities.

## Schriften
- Social Status and Legal Privilege in the Roman Empire (1970). Oxford UP.
- Mitautor: The Roman Empire: Society, Economy and Culture (1987) London 1987.
- Famine and Food Supply in the Graeco-Roman World (1988). Cambridge UP.
- Ideas of Slavery from Aristotle to Augustine (1996). Cambridge UP.
- Cities, Peasants and Food (1998). Cambridge University Press.
- Food and Society in Classical Antiquity (1999). Cambridge UP.
- Mitautor: Evolution of the late Antique World (2001). Cambridge UP.
- Mitautor: Lactantius, Divine Institutes. Introd/Transl./Notes (2003). Liverpool UP.
- Thinking about Property, antiquity to the age of revolution (2007, 2012). Cambridge UP. ISBN 978-0521700238
- Mithg.: Cambridge Ancient History, Bd. XI (2000), XII (2005), XIII (1998).
- The Roman Empire: Economy, Society and Culture, 2. Aufl. (2015) ISBN 978-0520285989
  - mit Richard P. Saller: Das römische Kaiserreich. Wirtschaft, Gesellschaft, Kultur. rororo Reinbek 1989 ISBN  978-3499555015

## Einzelbelege
1. ↑  Jesus College: Professor Peter Garnsey FBA FAHA. Abgerufen am 4. November 2020 (englisch).

| Personendaten    | Personendaten                                                                           |
| ---------------- | --------------------------------------------------------------------------------------- |
| NAME             | Garnsey, Peter                                                                          |
| ALTERNATIVNAMEN  | Garnsey, Peter David Arthur                                                             |
| KURZBESCHREIBUNG | britischer Altertumswissenschaftler und emeritierter Professor der Cambridge University |
| GEBURTSDATUM     | 22. Oktober 1938                                                                        |